# 内田理緒
内田 理緒（うちだ りお、1981年12月6日 - ）は、日本のAV女優。愛知県出身。
身長:161cm。スリーサイズ:B90(F-65)・W58・H85。

## 略歴
2008年にAVデビュー。

## 出演作品

### アダルトビデオ
2008年
- 人妻高級ソープ 14 （1月15日、フォーエバー）
- 女教師 顔騎指導 （2月5日、フリーダム）…オムニバス作品 他出演:南原香織、くれは沙弥、黒谷渚
- 女教師 ペニバン刺導 （2月5日、フリーダム）…共演:南原香織、くれは沙弥、黒谷渚
- 女教師 美脚教育 （2月5日、フリーダム）…オムニバス作品 他出演:南原香織、くれは沙弥、黒谷渚
- 素人娘にM男がセンズリ見せて相互オナニー 1 （2月15日、ジャネス）…オムニバス作品 他出演:笠木あやか、山吹センリ、小阪ルリ、日向彩音、七瀬たまき 他
- 人妻パンストM性感 （2月19日、MARIA）…共演:しの
- 若妻羞恥旅行 第16章 （2月25日、ジャネス）
- 友人の母 （2月27日、フラットコーポレーション）…共演:志乃
- しのぎ 4 （2月29日、現在写楽）
- 熟女のお漏らし 1 （3月7日、映天）…オムニバス作品 他出演:日野麻理子、刹那愛、坂本梨沙、松嶋ルリ
- 艶妻不倫ノ湯 5 （3月14日、ゴーゴーズ）
- 人妻ですが、ハメたくて… （3月20日、タカラ映像）
- 前から気になる隣の美人妻に生中出し （3月20日、ネクストイレブン）…オムニバス作品 他出演:萩原理恵、五月涼子
- 地方在住妻の淫らな願望叶えます! （3月25日、大洋図書）…オムニバス作品 他出演:松嶋ルリ
- 熟女にセンズリ見せつけ鑑賞 2 （3月25日、ジャネス）…オムニバス作品 他出演:黒谷渚、桐島樹莉、坂本梨沙、白坂百合
- パイもみっ 1 （3月25日、ジャネス）…オムニバス作品 他出演:坂本梨沙 他
- 私は痴女 第51報告書 淫気応変 （3月28日、クリスタル映像）…オムニバス作品 他出演:平原亜希、安藤なつ妃、竹下あや、水澤りの、藤岡沙希
- 熟女レズ・接吻マンコ! アナル舐めまくり!! 1 （4月4日、映天）…共演:吉澤レイカ
- 憧れの未亡人寮母 （4月15日、ネクストイレブン）…オムニバス作品　他出演:萩原理恵
- 熟女ナースにトイレでセンズリを見てほしい 1 （4月15日、ジャネス）…オムニバス作品 他出演:南原香織、くれは沙弥、谷本舞子、押切麗奈、中村綾乃
- 熟女が熟女にレズ調教 4 （4月19日、スタイルアート）…共演:吉澤レイカ
- ふしだらで妖艶な淫熟女のすけまんをじっくり拝めちゃう激ヤバ映像 VOL.01 （4月25日、未来・フューチャー）…オムニバス作品 他出演:谷本舞子、南原香織、押切麗奈、くれは沙弥、中村綾乃
- 美熟女の視線にさらされながらせんずりさせられた僕 （5月2日、映天）…オムニバス作品 他出演:黒谷渚、愛樹るい、ほしの菜実恵、くれは沙弥、南原香織、星優乃、上原優、天海ゆみ、藤咲飛鳥
- 若妻たちのレズ羞恥旅行 3 （5月5日、ジャネス）…共演:中村綾乃
- ○学生いじめっ子グループ 5 （5月8日、ナチュラルハイ）
- 人妻たちの転落人生、生まれて初めての風俗面接。 （5月17日、ラハイナ東海）…オムニバス作品 他出演:七瀬かすみ
- お受験ママ達 裏口入学の猥褻取引 15 （6月7日、ラハイナ東海）…オムニバス作品
- 旦那が帰ってくるまでに私の欲求を満たして （6月9日、俺のブルース）
- ひもオナ 人妻大尻編 （6月21日、ラハイナ東海）…オムニバス作品 他出演:藤原ひとみ、七瀬かすみ、堀口奈津美 他
- IP OFFICE 2 （7月1日、アイデアポケット）
- 独占!人の妻ワイドスペシャル もう私、これがなかったら気が狂いそう… （7月11日、アテナ映像）…オムニバス作品 他出演:島崎佳恵、福島潤子、小柳倫子、星くみ
- アナル責め汚辱 若妻お受験名門校の実態 （7月12日、ラハイナ東海）
- 高級ソープへいらっしゃい 19 （7月25日、クリスタル映像）…オムニバス作品 他出演:早乙女愛良、菜月綾、椎名杏樹、山口奈津美
- 会員制高級ソープ セレブ人妻専門店 （8月1日、GLAY'z）…オムニバス作品 他出演:牧野遥、石川遼子
- フェラチオフェスティバル 10 （8月1日、アイデアポケット）…オムニバス作品 他出演:工藤れいか、加瀬あゆむ、綾瀬なな、彩花ゆめ、Rico、あすかりの、長谷川なぁみ、折原れおな、MIMI、上原美菜、杏野まひる、宝月ひかる、真山るい、綾瀬しおり
- 猥褻催眠 ～催眠カウンセラーに堕とされた人妻たちの快楽治療～ （8月9日、ラハイナ東海）…オムニバス作品 他出演:七瀬かすみ 他
- ショック SEX現場 （8月10日、FAプロ）…オムニバス作品 他出演:伊藤あずさ、北原夏美、七瀬かすみ、大沢萌、魚住紗江
- 女はソレを待っている! 力づくのSEX その後は情事の地獄… （8月10日、FAプロ）…オムニバス作品 他出演:大越はるか、夏海エリカ
- ブーツのお姉さんに犯られたい! （9月5日、ジャネス）
- 美人妻温泉夜這い （9月5日、OFFICE K'S）…共演:高坂保奈美、若槻尚美、堀越香奈
- 酔っ払ったお姉さんにセンズリ見せたら興奮しちゃって…?! （9月5日、OFFICE K'S）…オムニバス作品 他出演:彩花ゆめ、堀越香奈、若槻尚美
- 飲尿女 （9月5日、映天）
- 熟亀頭責め 第2章 （9月6日、ラハイナ東海）…オムニバス作品 他出演:芹沢舞、高坂保奈美、長谷川ゆりえ、根本あきこ、竹内梨乃
- このオンナ、淫乱です。 01 （9月19日、S級素人） ※「みさ」名義
- 美熟女のいやらしい手コキと接吻 （9月25日、ジャネス）…オムニバス作品 他出演:渥美イオン、南原香織、宮本静、押切麗奈、松嶋ルリ、くれは沙弥
- ボンテージリミテッド 痴女られる女 （9月25日、未来・フューチャー）…共演:桜庭彩
- 美人妻在籍高級回春マッサージ盗撮 1 （11月7日、映天）…オムニバス作品
- こだわりの手コキ 人妻編 2 （11月8日、隼エージェンシー）…オムニバス作品 他出演:村上涼子、望月ゆみ、高坂保奈美、ほしのまき、白山ゆり、中田川翔子、渥美イオン、神谷みさと、福島潤子、西山優子
- 我が子をチャイドルにしたがる超必死のママ達 ヤリマン肉談面接 （11月8日、ラハイナ東海）…オムニバス作品 他出演:七瀬かすみ
- 堕ちた巨乳未亡人 肉体から滴る背徳の愛液 （11月15日、ネクストイレブン）…オムニバス作品
- 主婦たちの性欲をガマンできないHなマッサージ盗撮 （11月25日、レッド）…オムニバス作品
- 拘束監禁ドリル地獄 VOL.1 （12月2日、MAD）

2009年
- ママと僕 （2月20日、Primo）…オムニバス作品 他出演:松嶋ルリ、真田ゆかり、新山亜希子、南原香織

2010年
- 私たち熟女のフェラチオ見てください 大人美人40人の極上テクニック（7月23日、なでしこ）…オムニバス作品 他出演:北条麻妃、藤咲飛鳥、 高坂保奈美、竹内順子、福島潤子、宇佐美レイ、滝川陽子、倉本まりこ、村上涼子、神野美緒、西山優子、渥美イオン、神崎セナ、北川優、上原リナ、押切あやの、葦沢鳴海、相原夏海、柳田やよい、吉野ひめか、高原千夏、浅田博美、大隅恵令奈、朝倉麗、葵みちる、山科茜、山城香月、市川鮎子、北谷静香、大里美佳子、はるか悠、真田友里、瀬戸珠美、成田幸恵、神谷みさと、吉咲みなみ、川上ゆう、北条美里、白川莉紗

2011年
- 高級ソープへいらっしゃい19 (1月9日、クリスタル映像) 菜月綾、早乙女愛良、山口奈津美、椎名杏樹、内田理緒

他